# Игрок от Бога
«Игро́к от Бо́га» — (англ. Talent for the Game) — спортивная драма 1991 года об американских бейсболистах.

## Сюжет
Вирджил Суит — в прошлом игрок, а теперь спортивный агент бейсбольной команды «Калифорнийские Ангелы» (Лос-Анджелес) — стоит на пороге увольнения, после того как один амбициозный молодой бизнес-воротила купил спортклуб и решил завести там свои порядки. В результате поломки автомобиля вблизи одной из ферм в Айдахо Вирджилу случайно повстречался Сэмми Бодина — парнишка, в котором Суит сразу угадывает потенциал талантливого спортсмена, обладающего феноменальной силой броска. Сэмми становится самым молодым, многообещающим и раскрученным рекламой игроком «Калифорнийских Ангелов». Владелец клуба намерен побыстрее заработать на парне денег, выпуская его в основной состав команды для решающей игры фактически без подготовки.

## В ролях
| Актёр               | Роль              |
| ------------------- | ----------------- |
| Эдвард Джеймс Олмос | Вирджил Суит      |
| Лоррейн Бракко      | Бобби             |
| Джефф Корбетт       | Сэмми Бодин       |
| Джон Коулмэн        | тренер команды    |
| Джейми Шеридан      | Тим Вивер         |
| Терри Кинни         | Джил Лоуренс      |
| Томас Райан         | Пол               |
| Фелтон Перри        | Фред              |
| Том Бауэр           | преподобный Бодин |
| Джаннет Кэрролл     | Рейчэл Бодин      |
| Деннис Буцикарис    | Грег Росси        |

Эдвард Джеймс Олмос в детстве показал себя как талантливый бейсболист, завоевав в 14 лет титул чемпиона (англ. the Golden State batting champion) штата Калифорния. На съёмочной площадке между Олмосом и актрисой Лоррейн Бракко, сыгравшей в фильме подругу Вирджила, завязался роман, который завершился свадьбой в 1994 году. Пара развелась в 2002 году.